# Марселандия
Марселандия (порт. Marcelândia) — муниципалитет в Бразилии, входит в штат Мату-Гросу. Составная часть мезорегиона Север штата Мату-Гроссу. Входит в экономико-статистический микрорегион Синоп. Население составляет 18 634 человека на 2006 год. Занимает площадь 12 294,144 км². Плотность населения — 1,5 чел./км².

## История
Город основан 7 декабря 1980 года. 

## Статистика
- Валовой внутренний продукт на 2003 год составляет 104 142 785,00 реалов (данные: Бразильский институт географии и статистики).
- Валовой внутренний продукт на душу населения на 2003 год составляет 6230,87 реалов (данные: Бразильский институт географии и статистики).
- Индекс развития человеческого потенциала на 2000 год составляет 0,771 (данные: Программа развития ООН).